# Kwak Sung-ho
Kwak Sung-ho (24 dicembre 1961) è un ex calciatore sudcoreano, di ruolo attaccante.